# 韋瑟 (愛達荷州)
韋瑟（英語：Weiser）是一個位於美國愛達荷州華盛頓縣的城市。根據2010年美國人口普查，該地人口為5507人，而該地的面積約為7.75平方千米。同時該地也是華盛頓縣的縣治。

## 地理
韋瑟的座標為44°14′59″N 116°58′04″W / 44.24972°N 116.96778°W，而該地的平均海拔高度為649米（即2129英尺）。